# Шварцбург
Шварцбург (њем. Schwarzburg) општина је у њемачкој савезној држави Тирингија. Једно је од 39 општинских средишта округа Залфелд-Рудолштат. Према процјени из 2010. у општини је живјело 569 становника. Посједује регионалну шифру (AGS) 16073082.

## Географски и демографски подаци
Шварцбург се налази у савезној држави Тирингија у округу Залфелд-Рудолштат. Општина се налази на надморској висини од 280 метара. Површина општине износи 14,6 km². У самом мјесту је, према процјени из 2010. године, живјело 569 становника. Просјечна густина становништва износи 39 становника/km².